# ユスタ・グラタ・ホノリア

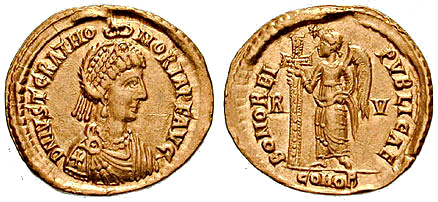
ホノリアの肖像が彫られたコイン

ユスタ・グラタ・ホノリア（Justa Grata Honoria、417年/418年 - 452年?～455年?）は、西ローマ帝国の皇女。テオドシウス朝の皇族である。

## 血縁
父はコンスタンティウス3世、母は西ローマ帝国最初の皇帝・ホノリウスの異母妹・ガッラ・プラキディア。異父兄にテオドシウス（夭折。父は西ゴート王・アタウルフ）、同父母弟に西ローマ皇帝のウァレンティニアヌス3世がいる。故にホノリウスはホノリアの伯父にあたる。
母方の祖父母は、テオドシウス1世とガッラ（ウァレンティニアヌス1世の娘）。つまり、ホノリアはウァレンティニアヌス1世の曾孫である。
ローマ皇帝であるグラティアヌスとウァレンティニアヌス2世はホノリアの祖母・ガッラの兄達である（グラティアヌスは異母兄、ウァレンティニアヌス2世は同母兄）。

## 生涯

### 生誕と東ローマ帝国への出奔と帰還
417年もしくは418年頃、コンスタンティウス3世・ガッラ・プラキディア夫妻の長女として生まれた（ガッラ・プラキディアにとっては夭折したテオドシウスが第1子にあたるため、ホノリアは第2子となる。コンスタンティウス3世にとっては第1子）。421年に父が没すると母は異母兄・ホノリウスに求婚され、それを拒絶する為に決別、弟・ウァレンティニアヌスと共に東ローマ帝国コンスタンティノポリスの皇宮に出奔、甥のテオドシウス2世（ホノリアにとっては従兄）の元に身を寄せた。423年にホノリウスが没すると424年10月23日にテオドシウス2世はコンスタンティノポリスでホノリアの弟のウァレンティニアヌスを副帝（カエサル）に指名、そしてイタリアでの戦乱ののち、425年10月23日に西方正帝に任命した。ウァレンティニアヌス3世である。

## 惑星
1884年4月26日にオーストリアの天文学者、ヨハン・パリサがウィーンで小惑星帯の一つでやや大きい小惑星を発見し、古代ローマ帝国の皇帝であるテオドシウス1世の孫娘であるホノリアにちなんで命名された。